# Паршивая овца (фильм, 2006)
«Паршивая овца» (англ. Black Sheep) — комедийный фантастический фильм ужасов в постановке новозеландского режиссёра Джонатана Кинга. Премьера состоялась на 31-м кинофестивале в Торонто 10 сентября 2006 года.

## Слоганы
- «Бе-е-е-ее! Дуй отсюда!»
- «В Новой Зеландии 40 миллионов овец. И они в бешенстве!»

## Сюжет
Юный Генри Олдфилд живёт на ферме по разведению овец в Новой Зеландии вместе со своим отцом и старшим братом Ангусом. Отец высоко ценит старания Генри на ферме, что бесит Ангуса. Генри становится жертвой злобной шутки Ангуса, для которой тот даже притащил окровавленный труп ручной овцы Генри, и в этот же момент миссис Мак, домохозяйка на ферме, сообщает братьям, что их отец разбился в аварии. Генри потрясён настолько и смертью отца, и злобным розыгрышем Ангуса, что с тех пор до ужаса боится овец. 
Спустя 15 лет Генри собирается продать всю ферму Ангусу, не зная, что тот ставил генетические эксперименты на овцах и превратил несколько особей из мирных травоядных животных в злобных хищников, чей укус может превратить человека в барана.
Два защитника прав животных, Грант и Икспериенц, случайно выпускают мутировавшего ягнёнка и в панике сбегают, но ягнёнок кусает Гранта и заражает его, скрываясь затем в полях и кусая всех других овец. Генри и его друг Такер заезжают на ферму замечают, что одна овца постоянно за ними следует. Икспериенц крадёт ружьё из машины, чтобы отбиться от овец. Все трое вскоре собираются вместе, чтобы посмотреть, что приключилось на ферме, и обнаруживают расчленённый труп фермера. Генри замечает в прихожей овцу и закрывает дверь из-за страха перед ними. Овца пытается пробить дверь, и Такер вынужден её застрелить. Тем временем Ангуса на другом краю фермы кусает Грант и сбегает прочь. Не зная об этом, Такер, Икспериенц и Генри пытаются найти Ангуса и предупредить его о сумасшедшей овце, но в машине обнаруживают спрятавшуюся овцу, которая кусает Такера и угоняет машину. Все трое выпрыгивают из машины, которая вскоре разбивается. В лаборатории Генри и Такер осознают, что Ангус проводил бесчеловечные эксперименты, а одна из учёных замечает, что нога Такера превращается в овечью. Такера хотят оставить для исследований, но Икспериенц и Генри сбегают после того, как Ангус так и не решается пристрелить собственного брата.
Стада овец сбегают с холма к яме с субпродуктами, окружёнными оградой с воротами. Генри и Икспериенц проваливаются в яму, а Ангус отказывается ему помочь, но убегают по системе подземных тоннелей. Такера, который вот-вот превратится в барана, спасает чудом одна из ассистенток, которая вводит в его организм инъекцию с амниотической жидкостью, извлечённой из мутировавшей овцы. Однако ассистентка гибнет при попытке схватить Ангуса и ввести в его организм ту же сыворотку: её сжирают овцы. Тем временем Ангус представляет коллегам информацию о новых генетически модифицированных овцах, но на полянку, где проходит конференция, прибегают стада овец и убивают почти всех, смертельно кусая. Генри и Икспериенц пытаются предупредить Ангуса, но узнают, что он ещё и зоофил, и в отвращении уходят. Генри осознаёт, что был инфицирован, но овцы не бросаются ни на него, ни на Ангуса. Пути Генри и Икспериенц расходятся: тот смиряется и прекращает ссору с братом, который сам превратился в химеру, но при этом туп, как баран. Ангуса сторожат Генри и овчарка на ферме, и когда Ангуса загоняет в угол собака, винт семейного самолёта попадает в Ангуса и тяжело его ранит.
На помощь прибывают неожиданно Икспериенц и Такер: они вводят сыворотку Генри и Ангусу, которая возвращает им человеческий облик. Однако Ангус окончательно сошёл с ума, поэтому он возвращается к овцам и просит их снова его укусить. Один из баранов, учуявший запах крови, сжирает заживо Ангуса, но всех мутантов удаётся уничтожить: воспламенившиеся кишечные газы сжигают всё это стадо. Сыворотку дают всем пострадавшим от укуса, в том числе и Гранту. Только овчарка начинает блеять...

## В ролях
| Актёр            | Роль           |
| ---------------- | -------------- |
| Даниэлла Мэйсон  | Икспиренц      |
| Натан Майстер    | Генри Олдфилд  |
| Питер Вини       | Ангус Олдфилд  |
| Тэмми Дэвис      | водитель Такер |
| Гленис Левестам  | миссис Мак     |
| Тэнди Райт       | доктор Раш     |
| Оливер Драйвер   | Грэнт          |
| Мэттью Чемберлен | Оливер Олдфилд |

## Производство
Спецэффектами для фильма занималась Weta Workshop, при участии Ричарда Тейлора. Фильм частично финансировался за счет инвестиций корейской компании Daesung Group. Это был первый раз, когда корейская компания напрямую инвестировала в новозеландский фильм (хотя Weta Workshop ранее сотрудничала с корейскими мастерами спецэффектов в южнокорейском фильме «Вторжение динозавра»).

## Критика
На агрегаторе рецензий Rotten Tomatoes указано, что 72 % из 96 опрошенных критиков дали фильму положительную оценку, а средний рейтинг составил 6,4 из 10. Консенсус сайта гласит: «Это жестокий, гротескный и очень забавный фильм, который доводит фильм категории „B“ до безумия». На Metacritic рейтинг составил 62 балла из 100 на основе 17 обзоров.
В положительном обзоре Брюс Уэстбрук из Houston Chronicle заявил, что фильм сочетает в себе многочисленные влияния со свежими идеями. Найджел Флойд из Time Out London оценил фильм на 4 звезды из 5 и назвал его «удовольствием для поклонников комедии ужасов». Филип Френч, пишущий для The Guardian, назвал фильм «живым и полным того, что можно назвать резким ужасом». Эндрю Пулвер, также из The Guardian, был менее впечатлен; он оценил фильм на 2 балла из 5 и написал: «„Зомби по имени Шон“ установил высокую планку для комедийных ужасов, а „Паршивая овца“ просто не такой смешной.

## Награды
- 2007 — Приз жюри и приз зрителей Международного фестиваля фантастических фильмов в Жерармере